# Русские писатели 1800—1917
Русские писатели. 1800—1917. Биографический словарь — многотомное энциклопедическое издание, начавшее выходить в 1989 году в издательстве «Советская энциклопедия». На 2019 год вышло 6 томов (до буквы Ч), всего намечено семь.
Получило международное признание.

## История
Замысел издания сложился в редакции литературы и языка издательства «Советская энциклопедия» вскоре после выхода подготовленной там же «Лермонтовской энциклопедии» (1981). Инициаторами были К. М. Чёрный (с 1987 года — заведующий редакцией) и Ю. Г. Буртин. В 1982 году был уже готов словник, в течение 1980-х годов готовились статьи. В 1989 году вышел первый том.
После 1991 года издательство испытывало трудности с финансированием, в феврале 1992 года планировалось приостановить издание ввиду нерентабельности, с 1992 по 1999 год словарь выходил при поддержке научно-внедренческого предприятия «Фианит». Тем не менее, в апреле 1994 года, незадолго до выхода третьего тома, издательство приняло решение о сокращении редакции литературы и языка, отменённое после протестов видных учёных.
После 1999 года «Фианит» отказался от финансирования словаря, и его издание вновь оказалось под вопросом. 28 августа 2001 года директор издательства «Большая российская энциклопедия» С. Л. Кравец издал приказ о приостановке словаря. Только после письма академика А. И. Солженицына президенту РФ В. В. Путину 30 мая 2002 года Министерство культуры выделило два миллиона рублей на подготовку издания, и с октября 2003 года работа возобновилась. Через год эти деньги закончились, и 13 января 2005 года и. о. директора издательства Николай Артёмов издал приказ об увольнении в полном составе редакции словаря. После ряда протестов в апреле 2005 года уволенные сотрудники были приняты вне штата, а бывшая редакция получила официальное название «Временный творческий коллектив», руководителем которого назначен М. Ю. Эдельштейн. Были подготовлены к печати материалы 6-го тома, но на этом работа остановилась. В 2019 году завершилась подготовка 6-го тома, который вышел уже в другом издательстве — «Нестор-История».
После смерти члена-корр. РАН П. А. Николаева (1924—2007) новым главным редактором был избран д.фил.н. Б. Ф. Егоров (1926—2020).
Содержит большое число ссылок на Краткую еврейскую энциклопедию (в статьях «В. Жаботинский», «Б. Пастернак», «В. Парнах» и др.).

## Список вышедших томов
1. Русские писатели. 1800—1917. Биографический словарь. А—Г / Главный ред. П. А. Николаев. — М.: Советская энциклопедия, 1989. — Т. 1. — 672 с. — 100 000 экз. — ISBN 5-85270-011-8.
Русские писатели. 1800—1917. Биографический словарь. А—Г / Главный ред. П. А. Николаев. — М.: Большая российская энциклопедия; НВП «Фианит», 1992. — Т. 1. — 672 с. — 5000 экз. — ISBN 5-85270-011-8. — ISBN 5-85270-136-X.
2. Русские писатели. 1800—1917. Биографический словарь. Г—К / Главный ред. П. А. Николаев. — М.: Большая российская энциклопедия, 1992. — Т. 2. — 672 с. — 60 000 экз. — ISBN 5-85270-064-9.
3. Русские писатели. 1800—1917. Биографический словарь. К—М / Главный ред. П. А. Николаев. — М.: Большая российская энциклопедия, 1994. — Т. 3. — 592 с. — 40 000 экз. — ISBN 5-85270-112-2.
4. Русские писатели. 1800—1917. Биографический словарь. М—П / Главный ред. П. А. Николаев. — М.: Большая российская энциклопедия, 1999. — Т. 4. — 704 с. — 50 000 экз. — ISBN 5-85270-256-0.
5. Русские писатели. 1800—1917. Биографический словарь. П—С / Главный ред. П. А. Николаев. — М.: Большая российская энциклопедия, 2007. — Т. 5. — 816 с. — 5000 экз. — ISBN 978-5-85270-340-8.
6. Русские писатели. 1800—1917. Биографический словарь. С—Ч / Главный ред. Б. Ф. Егоров. — М./СПб.: Большая российская энциклопедия / Нестор-История, 2019. — Т. 6. — 656 с. — 1000 экз. — ISBN 978-5-85270-011-8.